# Собори УАПЦ 1921—1930
Собори УАПЦ 1921—1930 — собори церковні Української автокефальної православної церкви з 1921 по 1930 рік.

## Перший Всеукраїнський православний церковний Собор УАПЦ
Церковний рух за утворення автокефальної православної церкви в Україні тривав упродовж 1917—21. Законом Директорії УНР 1919 та постановою Всеукраїнської православної церковної ради (ВПЦР) від 5 травня 1920 було проголошено автокефалію, але інституціоналізація Церкви і утворення українського єпископату вимагали скликання церковного Собору. Всеукраїнський православний церковний собор відкрився в Києві у великому Софійському кафедральному соборі (див. Софійський собор) 14 жовтня 1921 і тривав до 30 жовтня. У день відкриття Собору були присутні 472 делегати з усіх губерній України. Головною подією Собору стало висвячення Всеукраїнського митрополита Василя Липківського і утворення єпископату Української автокефальної православної церкви. Перші кілька днів тривало обговорення руху за українізацію Церкви, який поширювався по повітах і викликав протистояння із противниками утворення Української церкви. 18 жовтня 1921 на Соборі вирішили запросити екзарха московського патріарха в Україні митрополита Михаїла (Єрмакова) для переговорів щодо висвяти українських єпископів. Наступного дня він заявив учасникам, що не уповноважений вести переговори від імені всього єпископату через неканонічність зібрання, і залишив засідання. Після цього делегати підтримали пропозицію про здійснення хіротонії митрополита УАПЦ без участі єпископів. Розкол між учасниками собору виник 20 жовтня 1921 після доповідей протоієрея К.Соколовського і В.Чехівського, який запропонував здійснити висвячення за чином, який існував в Александрійській церкві до 250. Обрання митрополита УАПЦ відбулося 21 жовтня 1921. Для хіротонії було запропоновано дістати мощі священномученика митрополита Київського Макарія I, які зберігалися в Софійському соборі, і влаштувати з ними хресний хід навколо собору перед висвяченням. Під час літургії 23 жовтня 1921, в якій брали участь 30 священиків і 12 дияконів, у Софійському соборі був висвячений протоієрей Василь Липківський на митрополита Київського і всієї України УАПЦ. Висвячення відбулося без постригу, тому він у подальшому іменувався «Отець-Митрополит». Собор визнав недійсними постанови Московського помісного Собору 1917—18 та Всеукраїнського Собору 1918, який закріпив за Церквою в Україні статус автономії в межах Московського патріархату. Було проголошено рівність членів УАПЦ між собою, замість єпископського синодального церковного устрою створено всенародно-соборноправний устрій, затверджено виборність кліру та духовенства, висвячено 12 єпископів, відкинуто, як неканонічний, перехід Київської митрополії під зверхність московського патріарха 1686, прийнято рішення відродити українські народні релігійні звичаї в житті УАПЦ (архітектура, церковне мистецтво, співи), розвивати церковні братства.

## Другий Всеукраїнський православний церковний Собор УАПЦ
Після 1-го Всеукраїнського Собору УАПЦ 1921 наступний Собор планували скликати 1925. Але через початок політичних репресій, звинувачень у «петлюрівщині», відмову в реєстрації статуту УАПЦ 2-й Всеукраїнський православний церковний Собор УАПЦ відбувся 17—30 жовтня 1927. У роботі брали участь 300 делегатів і гостей. Митрополит Василь Липківський привітав делегатів і призвав Боже благословенство на Собор. В.Чехівський прочитав доповідь «Сучасний стан релігії взагалі і християнства зокрема в світовому житті», а протоієрей К.Кротевич — «Роля й місце христіянства в сучасному житті», в яких розвивалися тези про роль Церкви Христової в питаннях моралі, свободи совісті. Окремою проблемою обговорювалася ситуація навколо Василя Липківського, якого переслідувала більшовицька влада. Після його виступу прийняли рішення направити до владних структур делегацію, але наступного дня представники адміністративного відділу Київського окружного виконкому заявили на Соборі про необхідність усунення Василя Липківського від церковної діяльності через «антирадянську діяльність». Під тиском Собор прийняв відповідне рішення. Новим митрополитом обрано єпископа Гайсинського Миколу Борецького, протоієрей К.Малюшкевич став першим заступником митрополита, а протоієрей Й.Оксіюк — другим. Було переглянуто «Канони» УАПЦ 1921, відбулася дискусія про становище жінки в УАПЦ.

## «Надзвичайні» Собори УАПЦ (УПЦ)
1930 УАПЦ припинила діяльність через намагання влади ліквідувати церковне життя в УСРР. 28—29 січня 1930 відбулися збори єпископів УАПЦ і 40 священиків, які було оголошено «надзвичайним» церковним Собором. Вони винесли ухвалу про «самоліквідацію» УАПЦ. Митрополит Микола Борецький, усі єпископи припинили духовне керівництво, залишившись «служителями культу» при церквах, де були зареєстровані владою. Пресове бюро РАТАУ 6 лютого 1930 розповсюдило ухвалу цього Собору. Після того радянська преса постійно повідомляла про випадки зречення єпископського та священицького сану. Під час процесу «Спілки визволення України» було заявлено про «контрреволюційність» УАПЦ, почалися масові арешти священиків, закриття та нищення церков. За короткий час замість 22 округ та понад 1 тис. парафій залишилось близько 300 парафій.
Улітку 1930 в Харкові було організовано Всеукраїнський церковний тимчасовий організаційний комітет на чолі з архієпископом Іваном Павловським, який звернувся 9 червня 1930 із циркулярним листом до вцілілих 300 парафій, «запрошуючи» їх об'єднатися в єдину церковну організацію, щоб узяти участь у запланованому 2-му «Надзвичайному» церковному Соборі. У листопаді 1930 Всеукраїнський церковний тимчасовий організаційний комітет організував ряд єпархіальних конференцій, які «вибрали» своїх єпископів і духовенство. Останнім було запропоновано підписати декларацію, що проголошувала лояльність більшовицькому режимові, відмову від політичної діяльності. Церковний Собор 9—12 грудня 1930 затвердив нову назву «Українська православна церква», обрав митрополитом Харківським і всієї України УПЦ Івана Павловського, його заступником — протоієрея К.Малюшкевича. До УПЦ увійшло бл. 200 парафій колишньої УАПЦ. Впродовж 1930—38 внаслідок репресій УПЦ припинила своє існування.